# Manuel Mejías Rapela Bienvenida
Manuel Mejías Rapela conocido como Bienvenida III o El Papa negro (Bienvenida, Badajoz, 12 de febrero de 1884) fue un torero español, iniciador de la célebre dinastía de toreros Bienvenida. Inventor además del pase conocido como pase de la muerte.

## Biografía
Hijo de Manuel Mejías Luján "Bienvenida I", un banderillero muy reconocido en su tiempo, a los 7 años se traslada a Sevilla al barrio de la Carretería. 
Tomó la alternativa en Zaragoza, el 14 de octubre de 1905 de manos de José García, Algabeño de padrino, y Lagartijo Chico de testigo. El toro de la ceremonia se llamaba Lindo de la ganadería de Benjumea. La confirmó en Madrid, el 14 de marzo de 1906 de manos de Algabeño, con toros de Miura y Murube. Su carrera como torero se truncó por un accidente en la plaza de toros de Madrid el 10 de julio de 1910, al dar el pase de la muerte, suerte del toreo ideada por él. De 1917 a 1924 se fue a América, compaginando el toreo con otros negocios. El 9 de septiembre de 1924 se retiró en la plaza de toros de Belmez y el 28 de marzo de 1927 en la plaza El Toreo de México.
Fue un torero largo, poderoso, clásico y sólido, con inventiva en toda clase de suertes. Debe su apodo de 1910 a un cronista taurino, Don Modesto, para el que Ricardo Torres Bombita, con el que Manuel contendió con éxito en innumerables ocasiones, era el papa del toreo, por lo que Bienvenida era el papa negro. Su ídolo era Guerrita. Tras la retirada de los ruedos se dedicó a dirigir la carrera de sus hijos. Murió en Madrid el 14 de octubre de 1964.
Contrajo matrimonio en 1911 con Carmen Álvarez Jiménez. De sus siete hijos –Manolo (1912-1938), Pepote (1914-1968), Antonio (1922-1975), Rafael, Ángel Luis (1924-2007), Juanito (1929-1999) y Carmen Pilar–, cinco iban a ser matadores, siendo Antonio Bienvenida el más célebre de todos.